# ایگن
ایگن (به فرانسوی: Aigne) یک کمون در فرانسه است که در Canton of Olonzac واقع شده‌است.

## خصوصیات
ایگن ۱۰٫۹۴ کیلومترمربع مساحت و ۲۶۵ نفر جمعیت دارد و ۱۵۰ متر بالاتر از سطح دریا واقع شده‌است.